# Aezio di Celesiria
Aezio di Celesiria, anche noto come Ezio di Antiochia, (in greco antico: Ἀέτιος, in latino: Aĕtius; Celesiria, ... – Costantinopoli, 367) fu un importante esponente dell'Arianesimo, iniziatore del gruppo degli Eunomiani.

## Biografia
Nativo della Celesiria, crebbe povero o schiavo. In seguito lavorò come orefice ad Antiochia per sostenere la madre vedova e si dedicò allo studio della filosofia. Dopo la morte della madre, Aezio continuò il proprio commercio ed estese i suoi studi interessandosi ai testi e alla teologia cristiani e alla medicina.
Divenne quindi un medico ambulante, e nelle dispute mediche dimostrò una abilità notevole, che dopo poco impiegò in questioni teologiche. Ebbe una serie di insegnanti ariani: Paolino vescovo di Antiochia, Atanasio vescovo di Anazarba e il presbitero Antonio di Tarso.
Nel 350 venne ordinato diacono da Leonzio di Antiochia, ma poco dopo dovette abbandonare la città a causa del partito trinitario. Al primo concilio di Sirmio vinse un contrasto dialettico con i vescovi semiariani, Basilio di Ancira ed Eustazio di Sebaste, che cercarono allora di suscitare contro di lui l'ostilità di Costanzo Gallo. Il cesare d'Oriente ordinò che Aezio fosse arrestato e che gli fossero rotte le ossa, ma il vescovo ariano Leonzio di Antiochia salvò il suo confratello. Gallo divenne successivamente amico di Aezio, stimandolo così tanto da mandarlo dal proprio fratello, Giuliano, con lo scopo di riportarlo all'ortodossia quando questi mostrò segni di apostasia dall'Arianesimo. Nel 356 Aezio si recò ad Alessandria d'Egitto con Eunomio per difendere l'Arianesimo, ma fu bandito dall'imperatore Costanzo II.
Quando Giuliano salì al trono, richiamò Aezio dall'esilio, gli affidò una proprietà a Lesbo e lo tenne per un po' con sé a corte, a Costantinopoli. Dopo essere stato consacrato vescovo, ordinò a sua volta altri vescovi ariani.
All'ascesa al trono di Valente (364), si ritirò nella sua proprietà a Lesbo, per tornare poco dopo a Costantinopoli, dove morì nel 367.

## Dottrina
La setta ariana degli Anomeani, dei quali era il capo, è talvolta detta degli "Eziani" in suo onore. Il suo lavoro De fide si è conservato in connessione con la confutazione di Epifanio di Salamina (Panarion adversus omnes haereres lxxvi.10). La sua idea principale era che la homoousia, cioè la dottrina che il Figlio è Dio, fosse contraddittoria, in quanto l'essere ingenerato sarebbe ciò che costituisce la natura di Dio. Si dice che Aezio sia stato il primo a introdurre la dottrina che il Padre e il Figlio non condividono la stessa sostanza divina.
In uno dei suoi trattati, Basilio di Cesarea descrive gli Anomeani di Aezio come uno strumento nelle mani dei «nemici della verità».